# チケット茶房
チケット茶房（チケットタバン）は、大韓民国の風俗店。表向きは喫茶店であるが、ホステスがコーヒーを配達し、売春を行う。

## 関連する作品
- チケット (映画)（英語版） - イム・グォンテク監督の1986年の韓国映画
- チケット - allcinema